# Rivelazioni di un'evasa da un carcere femminile
(Alabama/Pam Grier)
Rivelazioni di un'evasa da un carcere femminile (Women in Cages) è un film del 1971 diretto da Gerardo de Leon.
Film del filone women in prison, seguito, l'anno successivo, da The Big Bird Cage di Jack Hill. Protagonista di entrambe le pellicole è Pam Grier, nel ruolo prima di Alabama e poi di Blossom.

## Trama
Carol Jeffries (conosciuta come Jeff) è una nativa americana che risiede nelle Filippine. Viene condannata a dieci anni di galera dopo essere stata trovata insieme ad uno spacciatore, il suo fidanzato Rudy. Si abituerà alle situazioni estreme e convincerà le sue compagne di cella a provare a fuggire con lei attraverso la giungla, lontano dai guardiani stupratori.

## Promozione
- «White skin on the black market!»
«Pelle bianca sul mercato nero!»;
- «The dirty dolls of devil's island. You can meet them for a price!»
«Le bambole sporche dell'isola del diavolo. Anche a basso prezzo!»;
- «Naked lust that builds to a deadly climax»
«Nuda lussuria in un crescendo mortale».

## Collegamenti ad altre pellicole
- In Grindhouse - Planet Terror di Robert Rodriguez, un soldato stupratore (Quentin Tarantino) e la sua banda stanno guardando il trailer del film alla televisione, in uno spot. L'omaggio è legato al rispetto che Tarantino porta al cinema filippino.[1]